# Textilmuseet i Högbo
Textilmuseet i Högbo utanför Sandviken var ett svenskt museum. Det invigdes 1984 som en filial till Nordiska museet och samlingarna övergick 2004 till Länsmuseet Gävleborg.
Museet rymde landets mest omfattande dokumentationen om de svenska hemslöjdsföreningarnas textila produktion under 1900-talets första hälft. Samlingen som i mitten av 1900-talet ansågs vara den största privata textilsamlingen i norra Europa var Hedvig Ulfsparres livsverk. Här fanns också ett 50-tal verk av Märta Måås-Fjetterström.
Textilmuseet lades ned i och med utgången av 2004; sista dagen det hölls öppet var den 19 december 2004.